# Soupe joumou
La soupe joumou (ou soupe au giraumon, en français) est une soupe traditionnelle de la cuisine haïtienne. Elle fait partie du patrimoine culturel d'Haïti. Depuis le 16 décembre 2021, elle fait partie de la liste représentative du patrimoine culturel immatériel de l'humanité pour Haïti.

## Préparation
Elle est réalisée avec des giraumons, un genre de courge proche du potiron. On dit du giraumon qu’il est le potiron local des Antilles. Les tranches du giraumon sont mises à mijoter dans une casserole avec du bœuf, des pommes de terres, des herbes et des légumes (persil, carottes, chou vert, céleri et oignons). Le tout est mixé et assaisonné avec de l'ail et des épices. On y ajoute également des vermicelles, un peu de beurre et d'huile. La soupe est toujours servie chaude et parfois accompagnée de pain.

## Symbolique
Autrefois, Haïti était une colonie française et, avant l’indépendance du pays, cette soupe était servie uniquement aux maîtres de plantations français. Elle représentait donc un idéal inaccessible aux esclaves, malgré le fait qu’ils étaient les seuls à semer et cultiver ce précieux fruit.
La valeur historique et politique qui entoure cette soupe en Haïti vient du fait qu’au jour de l’indépendance du pays, c'est-à-dire le 1er janvier 1804, Marie-Claire Bonheur, la femme de Jean-Jacques Dessalines, esclave affranchi devenu meneur de la révolution haïtienne, légalisa la consommation de cette soupe pour tous, dans le but de montrer au monde entier et particulièrement à la France, que Haïti était devenu un peuple libre et indépendant.
Désormais, elle fait partie du menu traditionnel du Nouvel An. Elle symbolise l'indépendance pour les Haïtiens car elle est cuisinée le 1er janvier de chaque année dans toutes les familles haïtiennes en mémoire du jour de la lecture de l'acte de l’indépendance aux Gonaïves par les pères fondateurs.
Dans certaines régions du pays, la soupe est consommée tous les dimanches. Cette tradition hebdomadaire viendrait du fait que dans certains villages, le marché a lieu le dimanche, les gens ont donc pris l’habitude de faire cette soupe afin de faire cuire les légumes invendus au marché du jour.

## Notes et références